# Windows 10 phiên bản 2004
Windows 10 phiên bản tháng Năm 2020 (còn được gọi là phiên bản 2004, tên mã là "20H1") là bản cập nhật thứ 9 của Windows 10. Nó có số hiệu bản dựng là 10.0.19041.

## Tổng quan
Bản thử nghiệm của Windows 10 phiên bản 2004 ra mắt người dùng nội bộ từ những người đã chọn tham gia chương trình Skip Ahead độc quyền của Windows Insider vào ngày 14/2/2019. Ngày 27/5/2020, bản 2004 chính thức được trình làng.
Ngày 14/12/2021, dịch vụ hỗ trợ cho phiên bản 2004 đã kết thúc sau sự ra mắt của bản dựng 19041.1415.

## Tính năng mới
Những thay đổi trong phiên bản này bao gồm:
- Việc ghép đôi các thiết bị đang kết nối Bluetooth được nhanh chóng và tối giản hóa
- Kaomojis được cải tiến
- Các desktop ảo được làm mới
- DirectX 12 Ultimate trở lên khả dụng
- Một hộp tin nhắn thoại được xây dựng dựa trên giao diện người dùng xuất hiện trong Cortana
- Việc đăng nhập điện thoại thông minh chạy Android trong ứng dụng Your Phone trở nên thuận tiện hơn
- Windows Subsystem for Linux 2 được trình làng
- Có thể sử dụng Windows Hello mà không cần mật khẩu
- Có thể sử dụng mã PIN trong Chế độ An toàn (Safe mode)
- Tùy chọn đặt lại Windows bằng Dịch vụ Đám mây của Microsoft

Và nhiều cải tiến trợ năng khác...

## Tiến trình phát triển
| Các phiên bản thử nghiệm của Windows 10 2004 | Các phiên bản thử nghiệm của Windows 10 2004      | Các phiên bản thử nghiệm của Windows 10 2004 |
| Phiên bản                                    | Ngày ra mắt                                       | Tổng quan |
| -------------------------------------------- | ------------------------------------------------- | --- |
| 10.0.18836                                   | Ra mắt nhanh:14/2/2019                            | - Bổ sung thêm hỗ trợ để truy cập trực tiếp các tệp Windows Subsystem for Linux thông qua File Explorer - Cải tiến khả năng cũng như giao diện của dòng lệnh WSL |
| 10.0.18841                                   | Ra mắt nhanh:22/2/2019                            | - Windows Sandbox được cải tiến |
| 10.0.18845                                   | Ra mắt nhanh:28/2/2019                            | - Hỗ trợ đầy đủ cho Microsoft Emoji 12 |
| 10.0.18850                                   | Ra mắt nhanh:6/3/2019                             | |
| 10.0.18855                                   | Ra mắt nhanh:13/3/2019                            | |
| 10.0.18860                                   | Ra mắt nhanh:20/3/2019                            | - Mở rộng SwiftKey ra nhiều ngôn ngữ |
| 10.0.18865                                   | Ra mắt nhanh:27/3/2019                            | - Narrator được cải tiến |
| 10.0.18875                                   | Fast ring:10/4/2019                               | - IME tiếng Nhật được làm mới - IME tiếng Trung (Giản thể) và tiếng Trung (Phồn thể) được thiết kế lại |
| 10.0.18885                                   | Fast ring:26/4/2019                               | - Mở rộng việc hỗ trợ chính tả ra nhiều ngôn ngữ hơn - Các ứng dụng Your Phone, Feedback Hub và Narrator được cải tiến |
| 10.0.18890                                   | Fast ring:1/5/2019                                | - Đã xóa định dạng ngày thân thiện trong File Explorer để bảo trì |
| 10.0.18894                                   | Fast ring:8/5/2019                                | - File Explorer, Trợ năng và Narrator được cải tiến |
| 10.0.18895                                   | Fast ring:10/5/2019                               | |
| 10.0.18898                                   | Fast ring:15/5/2019                               | - Trình Quản lý Tác vụ có thể nhận dạng và phân biệt SSD, HDD |
| 10.0.18908                                   | Fast ring:29/5/2019                               | |
| 10.0.18912                                   | Fast ring:5/6/2019                                | - Narrator và Windows Ink Workspace được cải tiến |
| 10.0.18917                                   | Fast ring:12/6/2019                               | - Có tùy chọn tải xuống mới cho mục Delivery Optimization trong Settings - Windows Subsystem for Linux được trình làng - Narrator và Windows Ink Workspace tiếp tục được cải tiến |
| 10.0.18922                                   | Fast ring:19/6/2019                               | - Tùy chọn ngôn ngữ được cải tiến |
| 10.0.18932                                   | Fast ring:3/7/2019                                | - Eye Control và trợ năng được cải tiến - Cập nhật tùy chọn thông báo |
| 10.0.18936                                   | Fast ring:10/7/2019                               | - Bổ sung thêm sự hỗ trợ cho việc tạo sự kiện hoặc lời nhắc trực tiếp từ ứng dụng đồng hồ và lịch trình trên thanh tác vụ - Hỗ trợ việc đăng nhập bằng tài khoản Microsoft mà không cần mật khẩu |
| 10.0.18941                                   | Fast ring:18/7/2019                               | - IME tiếng Hàn được cải tiến |
| 10.0.18945                                   | Fast ring:26/7/2019                               | - Các cải tiến và tính năng mới cho Cortana: - Giao diện mới - Màn hình "Hey Cortana" mới - Nhiều cải tiến về hiệu năng và hỗ trợ đa ngôn ngữ - Windows Subsystem for Linux và các trợ năng tiếp tục được cải tiến - Đổi tên Windows Defender thành Microsoft Defender |
| 10.0.18950                                   | Fast ring:31/7/2019                               | - IME tiếng Nhật và Snip & Sketch được cải tiến |
| 10.0.18956                                   | Fast ring:7/8/2019                                | - Mục Trạng thái mạng trong ứng dụng Settings được thiết kế lại - IME tiếng Trung (Phồn thể) tiếp tục được cải tiến - Ứng dụng Máy tính được cập nhật lại |
| 10.0.18963                                   | Fast ring:16/8/2019                               | - Nhiệt độ GPU đã có thể hiện lên trong Trình Quản lý Tác vụ - Có thể đổi tên cho các Desktop ảo trong chế độ Task View - Các cải tiến cho ứng dụng Settings: - Cập nhật lại mục Các tính năng tùy chọn - Thanh điều chỉnh tốc độ trỏ chuột được làm mới trong mục Cài đặt Chuột - Notepad bắt đầu khả dụng trên Microsoft Store - IME tiếng Trung Phồn thể tiếp tục được cải thiện - Tốc độ đồng bộ ảnh đại diện mới cho tài khoản Microsoft trên Windows, các ứng dụng, website của Microsoft được cải thiện - Windows Search được cải tiến |
| 10.0.18965                                   | Fast ring:21/8/2019                               | - Tùy chọn khởi động lại ứng dụng mới sau khi đăng nhập tài khoản Microsoft được cải tiến - Hub Phản hồi được cải tiến |
| 10.0.18965.1005                              | Fast ring:22/8/2019                               | |
| 10.0.18970                                   | Fast ring:29/8/2019                               | - Giao diện Máy tính bảng được cải tiến - Cải tiến các tính năng trong mục Khôi phục (Recovery) |
| 10.0.18970.1005                              | Fast ring:30/8/2019                               | |
| 10.0.18975                                   | Fast ring:6/9/2019                                | - Cortana và Windows Subsystem for Linux tiếp tục được cải tiến |
| 10.0.18980                                   | Fast ring:11/9/2019                               | - Cortana và Windows Subsystem for Linux tiếp tục được cải tiến - Mục Các tính năng Tùy chọn (Optional Features) trong ứng dụng Settings tiếp tục được cải tiến |
| 10.0.18985                                   | Fast ring:19/9/2019                               | - Trải nghiệm Cập nhật tùy chọn trong Windows Update được cải thiện - Trải nghiệm kết nối Bluetooth được cải thiện |
| 10.0.18990                                   | Fast ring:24/9/2019                               | - Tùy chọn khởi động lại ứng dụng UWP sau khi đăng nhập tài khoản Microsoft trong Settings được làm mới - Windows Subsystem for Linux tiếp tục được cải tiến |
| 10.0.18995                                   | Fast ring:3/10/2019                               | - Windows Hello PIN được hỗ trợ ở Chế độ an toàn - Windows Subsystem for Linux tiếp tục được cải tiến |
| 10.0.18999                                   | Fast ring:8/10/2019                               | |
| 10.0.19002                                   | Fast ring:17/10/2019                              | - Windows Subsystem for Linux tiếp tục được cải tiến |
| 10.0.19002.1002                              | Fast ring:18/10/2019                              | |
| 10.0.19008                                   | Fast ring:22/10/2019                              | |
| 10.0.19008.1000                              | Fast ring:24/10/2019                              | |
| 10.0.19013                                   | Fast ring:29/10/2019                              | - Thêm một số kaomoji trong emoji panel - Windows Subsystem for Linux tiếp tục được cải tiến |
| 10.0.19013.1000                              | Fast ring:1/11/2019                               | |
| 10.0.19013.1102                              | Fast ring:4/11/2019                               | |
| 10.0.19018                                   | Fast ring:5/11/2019                               | - Gỡ bỏ tùy chọn gia nhập chương trình Skip Ahead trong Settings - Windows Subsystem for Linux tiếp tục được cải tiến |
| 10.0.19013.1122                              | Slow ring:11/11/2019                              | |
| 10.0.19023                                   | Fast ring:12/11/2019                              | |
| 10.0.19025                                   | Fast ring:15/11/2019                              | |
| 10.0.19028                                   | Fast ring:19/11/2019                              | - Windows Subsystem for Linux tiếp tục được cải tiến |
| 10.0.19025.1051                              | Slow ring:20/11/2019                              | |
| 10.0.19030                                   | Fast ring:22/11/2019                              | |
| 10.0.19025.1052                              | Slow ring:22/11/2019                              | |
| 10.0.19033                                   | Fast và Slow ring:26/11/2019                      | |
| 10.0.19035                                   | Fast và Slow ring:4/12/2019                       | |
| 10.0.19035.1000                              | Fast và Slow ring:4/12/2019                       | |
| 10.0.19037                                   | Fast và Slow ring:6/12/2019                       | |
| 10.0.19041                                   | Fast và slow ring:10/12/2019                      | |
| 10.0.19041.21                                | Slow ring:14/1/2020                               | |
| 10.0.19041.84                                | Slow ring:11/2/2020                               | |
| 10.0.19041.113                               | Slow ring:27/2/2020                               | |
| 10.0.19041.153                               | Slow ring:13/3/2020                               | |
| 10.0.19041.172                               | Slow ring:26/3/2020                               | |
| 10.0.19041.173                               | Slow ring:9/4/2020                                | |
| 10.0.19041.207                               | Slow ring:14/4/2020 Xem trước rộng rãi: 16/4/2020 | |
| 10.0.19041.208                               | Slow ring:22/4/2020 Xem trước rộng rãi: 30/4/2020 | |
| Phiên bản                                    | Ngày ra mắt                                       | Tổng quan |

| Các phiên bản được phát hành rộng rãi của Windows 10 2004 | Các phiên bản được phát hành rộng rãi của Windows 10 2004 | Các phiên bản được phát hành rộng rãi của Windows 10 2004             | Các phiên bản được phát hành rộng rãi của Windows 10 2004 |
| Phiên bản                                                 | Tên mã                                                    | Ngày ra mắt                                                           | Tổng quan                                                 |
| --------------------------------------------------------- | --------------------------------------------------------- | --------------------------------------------------------------------- | --------------------------------------------------------- |
| 10.0.19041.264 Version 2004                               | KB4556803                                                 | Slow ring và Xem trước rộng rãi:12/5/2020 Ra mắt cộng đồng: 27/5/2020 |                                                           |
| 10.0.19041.329                                            | KB4557957                                                 | 9/6/2020                                                              |                                                           |
| 10.0.19041.330                                            | KB4566866                                                 | Kênh Xem trước Nội bộ:16/6/2020                                       |                                                           |
| 10.0.19041.331                                            | KB4567523                                                 | 18/6/2020                                                             |                                                           |
| 10.0.19041.388                                            | KB4565503                                                 | 14/7/2020                                                             |                                                           |
| 10.0.19041.423                                            | KB4568831                                                 | 31/7/2020                                                             |                                                           |
| 10.0.19041.450                                            | KB4566782                                                 | 11/8/2020                                                             |                                                           |
| 10.0.19041.487                                            | KB4571744                                                 | Xem trước rộng rãi:26/8/2020                                          |                                                           |
| 10.0.19041.488                                            | KB4571744                                                 | Ra mắt cộng đồng:3/9/2020                                             |                                                           |
| 10.0.19041.508                                            | KB4571756                                                 | 8/9/2020                                                              |                                                           |
| 10.0.19041.541                                            | KB4577063                                                 | 22/9/2020                                                             |                                                           |
| 10.0.19041.546                                            | KB4577063                                                 | Xem trước rộng rãi:30/9/2020 Ra mắt cộng đồng: 1/10/2020              |                                                           |
| 10.0.19041.572                                            | KB4579311                                                 | 13/10/2020                                                            |                                                           |
| 10.0.19041.608                                            | KB4580364                                                 | 22/10/2020                                                            |                                                           |
| 10.0.19041.610                                            | KB4580364                                                 | 29/10/2020                                                            |                                                           |
| 10.0.19041.630                                            | KB4586781                                                 | 10/11/2020                                                            |                                                           |
| 10.0.19041.631                                            | KB4594440                                                 | 19/11/2020                                                            |                                                           |
| 10.0.19041.662                                            | KB4586853                                                 | Xem trước rộng rãi:24/11/2020 Ra mắt cộng đồng: 30/11/2020            |                                                           |
| 10.0.19041.685                                            | KB4592438                                                 | 8/12/2020                                                             |                                                           |
| 10.0.19041.746                                            | KB4598242                                                 | 12/1/2021                                                             |                                                           |
| 10.0.19041.782                                            | KB4598291                                                 | 21/1/2021                                                             |                                                           |
| 10.0.19041.789                                            | KB4598291                                                 | 2/2/2021                                                              |                                                           |
| 10.0.19041.804                                            | KB4601319                                                 | 9/2/2021                                                              |                                                           |
| 10.0.19041.844                                            | KB4601382                                                 | 24/2/2021                                                             |                                                           |
| 10.0.19041.867                                            | KB5000802                                                 | 9/3/2021                                                              |                                                           |
| 10.0.19041.868                                            | KB5001567                                                 | 15/3/2021                                                             |                                                           |
| 10.0.19041.870                                            | KB5001649                                                 | 18/3/2021                                                             |                                                           |
| 10.0.19041.906                                            | KB5000842                                                 | 29/3/2021                                                             |                                                           |
| 10.0.19041.928                                            | KB5001330                                                 | 13/4/2021                                                             |                                                           |
| 10.0.19041.962                                            | KB5001391                                                 | 19/4/2021                                                             |                                                           |
| 10.0.19041.964                                            | KB5001391                                                 | 28/4/2021                                                             |                                                           |
| 10.0.19041.985                                            | KB5003173                                                 | 11/5/2021                                                             |                                                           |
| 10.0.19041.1023                                           | KB5003214                                                 | Xem trước rộng rãi:21/5/2021 Ra mắt cộng đồng: 25/5/2021              |                                                           |
| 10.0.19041.1052                                           | KB5003637                                                 | 8/6/2021                                                              |                                                           |
| 10.0.19041.1055                                           | KB5004476                                                 | 11/6/2021                                                             |                                                           |
| 10.0.19041.1081                                           | KB5003690                                                 | Xem trước rộng rãi:17/6/2021 Ra mắt cộng đồng: 21/6/2021              |                                                           |
| 10.0.19041.1082                                           | KB5004760                                                 | 29/6/2021                                                             |                                                           |
| 10.0.19041.1083                                           | KB5004945                                                 | 6/7/2021                                                              |                                                           |
| 10.0.19041.1110                                           | KB5004237                                                 | 13/7/2021                                                             |                                                           |
| 10.0.19041.1151                                           | KB5004296                                                 | 29/7/2021                                                             |                                                           |
| 10.0.19041.1165                                           | KB5005033                                                 | 10/8/2021                                                             |                                                           |
| 10.0.19041.1202                                           | KB5005101                                                 | 1/9/2021                                                              |                                                           |
| 10.0.19041.1237                                           | KB5005565                                                 | 14/9/2021                                                             |                                                           |
| 10.0.19041.1266                                           | KB5005611                                                 | 30/9/2021                                                             |                                                           |
| 10.0.19041.1288                                           | KB5006670                                                 | 12/10/2021                                                            |                                                           |
| 10.0.19041.1320                                           | KB5006738                                                 | 26/10/2021                                                            |                                                           |
| 10.0.19041.1348                                           | KB5007186                                                 | 9/11/2021                                                             |                                                           |
| 10.0.19041.1387                                           | KB5007253                                                 | 22/11/2021                                                            |                                                           |
| 10.0.19041.1415                                           | KB5008212                                                 | 14/12/2021                                                            |                                                           |
| Phiên bản                                                 | Tên mã                                                    | Ngày ra mắt                                                           | Tổng quan                                                 |